# Yui Yuigahama
Yui Yuigahama (由比ヶ浜 結衣 Yuigahama Yui) ist ein fiktiver Charakter aus der Romanreihe Yahari Ore no Seishun Love Come wa Machigatteiru. des japanischen Autoren Wataru Watari. Sie ist neben Hikigaya Hachiman und Yukino Yukinoshita ein Hauptcharakter des Light-Novel-Zyklus, sowie der Manga-, Anime- und Videospiel-Ableger.

## Entstehung
Yui hat ihren ersten Auftritt im dritten Kapitel des ersten Romanbandes von Yahari Ore no Seishun Love Come wa Machigatteiru., gekürzt OreGairu. Die Romane erschienen zwischen dem 18. März 2011 und dem 20. April 2021. Ihr originales Charakterdesign wurde vom Zeichner Ponkan⑧ entworfen. In der Anime-Umsetzung wurde ihr Aussehen durch die Charakterdesignerin Yū Shindō leicht abgeändert: So hat sie im Anime hellorangefarbene Haare anstatt hellbraun und rötliche statt braune Augen.

## Einordnung in die Romanreihe
Yui ist eine Schülerin an der Sobu-Oberschule, wo sie die Klasse 2F besucht. Sie ist die erste Kundin des „Dienstleistungsklubs“ der Schule, welcher ins Leben gerufen wurde, um andere Schüler bei ihren Problemen zu unterstützen. Sie schließt sich später dem Klub als drittes Mitglied – nach Hachiman Hikigaya und Klubgründerin Yukino Yukinoshita – an.
Hikigaya rettete ihren Hund vor einem heranfahrenden Auto – in welchem ihre Mitschülerin Yukino saß – und wurde dabei verletzt, wofür sie sich die Schuld gibt. Sie freundet sich mit Hikigaya und Yukinoshita an, sieht im Verlauf der Handlung in letzterer aber auch eine Rivalin.

## Persönlichkeit
Yui ist ein aufgeschlossenes, extrovertiertes Mädchen, welches allen möglichen Menschen ihre freundliche Art entgegenbringt und so in der Lage ist, sich mit vielen Menschen anzufreunden. In Vergleich zu ihren Freunden Hachiman Hikigaya und Yukino Yukinoshita versucht sie, sich jeder Situation anzupassen um dazugehören zu können. Sie hat das Talent, die Stimmung innerhalb einer Menschengruppe lesen, richtig interpretieren und angemessen darauf reagieren zu können. Sie besitzt exzellente soziale Fähigkeiten. Ihre schulischen Leistungen sind gut, allerdings nicht überragend. Auch ist sie keine gute Köchin, versucht aber sich zu verbessern.
Sie ist der festen Überzeugung, dass Talent angeboren ist und versucht deswegen oftmals so wie andere zu sein. Yui ist unfähig, ihre wahren Gefühle zu äußern, aus Angst andere Menschen zu verletzen und Freundschaften zu verlieren, weswegen sie zu Hachiman und Yukino aufsieht, da beide es schaffen, anderen Mitschülern ihre Sichtweisen unverblümt mitzuteilen. Aus diesem Grund schließt sie sich dem Dienstleistungsklub an. Im Laufe der Handlung schafft sie es, ihre Emotionen besser mitzuteilen.
Sie ist eine gute Koordinatorin und hilfsbereit. Yui kann Anweisungen befolgen und wenn nötig, selbst genaue Anweisungen geben. Seit dem Tag, als Hachiman ihren Hund vor einem heranfahrenden Auto gerettet hat, hegt sie Gefühle für ihn.

## Synchronsprecher
In der japanischen Originalfassung wird Yui von Nao Tōyama gesprochen. In der englischsprachigen Vertonung leiht die Synchronsprecherin Cat Thomas Yui ihre Stimme. In der deutschsprachigen Synchronfassung wird Yui von Sarah Tkotsch gesprochen.

## Yui Yuigahama in den japanischen Musikcharts
Gemeinsam mit Yukino Yukinoshita sang Yui Yuigahama alle drei Lieder, die im Abspann zur Anime-Fernsehserie zu hören sind: Hello Alone, Everyday World und Diamond no Jundo. Alle drei Stücke erreichten eine Notierung in den japanischen Singlecharts, die von Oricon ermittelt werden. Hello Alone, welches am Ende jeder Episode der ersten Staffel der Serie zu hören ist, schaffte es auf Platz 29 und verblieb acht Wochen lang in der Chartliste. Das in der zweiten Staffel zum Ende der Episoden eingespielte Everyday World erreichte mit den 17. Platz seine Höchstposition und schaffte es, sieben Wochen lang in den nationalen Singlecharts zu verbleiben. Das 2020 veröffentlichte Diamond no Jundo, dass im Abspann der dritten Staffel zu hören ist, erreichte mit Platz 8 erstmals eine Notierung in den Top-10 der japanischen Singlecharts. Das Lied verblieb insgesamt zwölf Wochen in der Bestenliste.

## Bekanntheit
Im Jahr 2020 wählten die Nutzer der chinesischen Plattform Bilibili Yui auf Platz 63 der 100 beliebtesten Anime-Charaktere des Jahres. Bei den siebten Anime Trending Awards, einem jährlich vergebenen Publikumspreis, wurde Yui Yugihara in der Kategorie Weiblicher Charakter des Jahres nominiert und erreichte am Ende den fünften Platz; einen Platz hinter Yukino Yukinoshita, welche 30 Stimmen mehr erhielt.
In den Jahren 2014 bis 2016 sowie 2018 wurde sie in die Bestenliste Kono Light Novel ga Sugoi! des Verlages Takarajimasha aufgenommen. Ihre beste Platzierung erreichte sie im Jahr 2015 mit dem dritten Platz. Ansonsten wurde Yui Yuigahama zweimal auf den vierten Platz und einmal auf den siebten Platz gelistet.